# Jesús María Castro León
Jesús María Castro León (Capacho Viejo, estado Táchira, Venezuela, 7 de mayo de 1908-Caracas, Distrito Federal, Venezuela, 12 de julio de 1965) fue un militar venezolano, ministro de la Defensa durante el gobierno interino de Wolfgang Larrazábal. Conocido por liderar rebeliones contra la dictadura de Marcos Pérez Jiménez y el gobierno democrático de Rómulo Betancourt.

## Inicios
En 1928, egresó de la Escuela de Aviación Militar de Maracay con el grado de subteniente. En 1931 al ser acusado en participar en una conspiración en contra del régimen de Juan Vicente Gómez, es expulsado de la Fuerza Aérea. posteriormente a la muerte de Juan Vicente Gómez en 1935, logra reincorporarse a las Fuerzas Armadas donde obtiene ascensos militares.
En 1938 fue ascendido a teniente, en 1942 a capitán y finalmente a mayor en 1944. En 1944 viajó a Estados Unidos en donde realizó un curso de piloto aeronáutico en la Base Aeronaval de Hábeas Christi. Se desempeñó como de subdirector de la Escuela de Aviación Militar (1945-1946). En 1948 es ascendido a teniente coronel. Ese mismo año es nombrado jefe del Estado Mayor Aéreo (1948-1949).

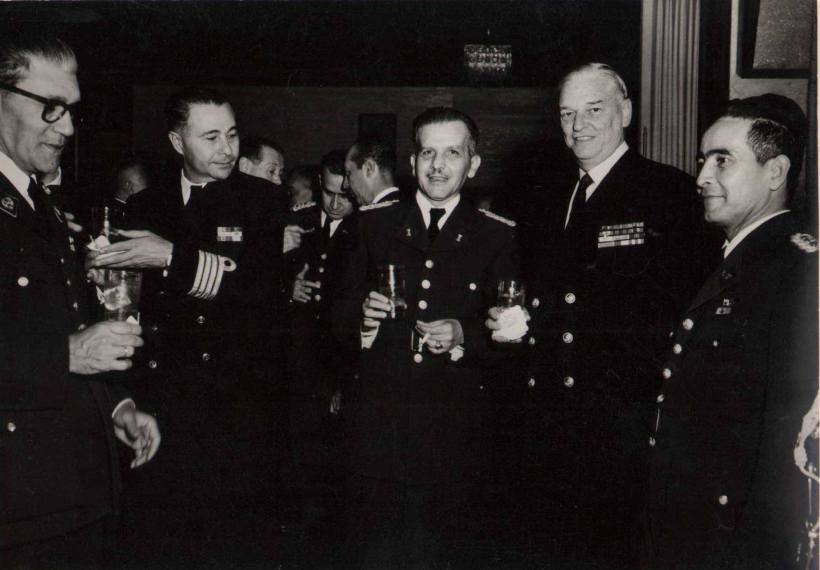
Jesús María Castro León (a la derecha) junto a Oscar Mazzei Carta y otros miembros militares el 30 de marzo de 1955.

Posteriormente durante la dictadura de Marcos Pérez Jiménez es miembro de la Junta Interamericana de la Defensa (1949-1951) y director de la Escuela de Aviación Militar (1951-1953). En 1953, fue ascendido a coronel, entre 1953 y 1958 integró el Consejo Técnico Nacional y en 1957 formó parte del Consejo Técnico Nacional de la Aeronáutica Civil del Ministerio de Comunicaciones.

## Rebeliones

### Alzamiento del 1 de enero
El 1 de enero de 1958, participó en el levantamiento militar liderado por Hugo Trejo que se produjo en contra de la dictadura de Marcos Pérez Jiménez y raíz de su derrocamiento el 23 de enero, fue ascendido a general de brigada y designado ministro de la Defensa en el primer gabinete de la Junta de Gobierno presidida por el contraalmirante Wolfgang Larrazábal.

### Ministro de defensa

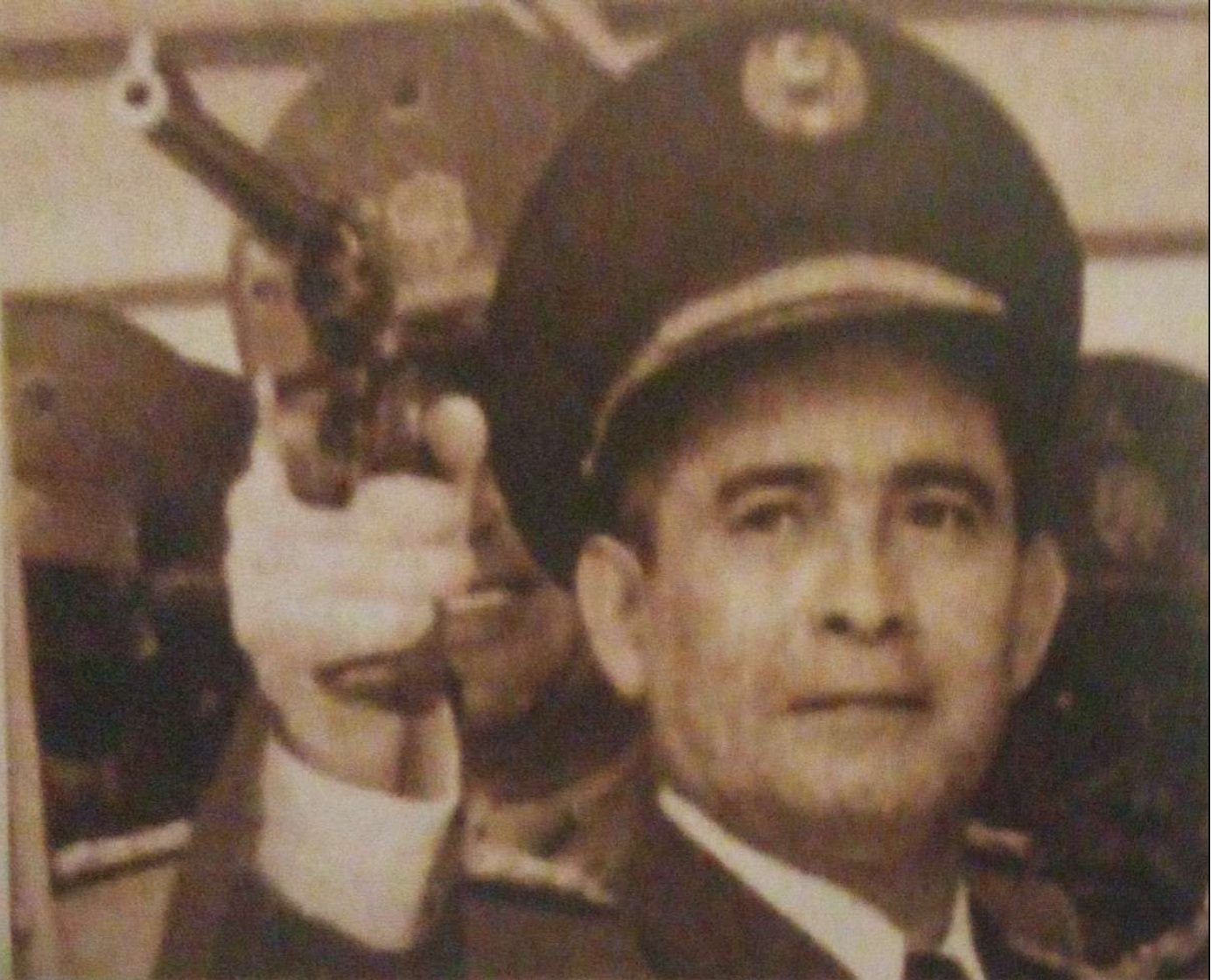
Jesús María Castro León sostiene un arma.

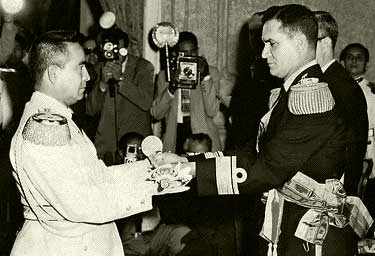
Jesús María Castro León y Wolfgang Larrazábal en 1958.

Debido a ciertos desacuerdos con la recién creada junta de gobierno y tras el estallido de una crisis en el seno de las Fuerzas Armadas en julio de 1958, Castro León optó por dimitir el 22 de julio y al día siguiente protagoniza un pronunciamiento en contra de la junta de gobierno solicitando la ilegalización nuevamente de Acción Democrática y el Partido Comunista de Venezuela, censura de prensa, el aplazamiento de las elecciones por tres años y la formación de un nuevo gobierno bajo la tutela de los militares. El orden es restablecido gracias al apoyo de los sectores militares progubernamentales y a manifestaciones populares en respaldo a Wolfgang Larrazábal. Como consecuencia, Castro León decide abandonar el país poco tiempo después.

### Exilio
La carta de protestas de Jesús María Castro León fue arrojada en panfletos por 2 aviadores cubanos en la isla de Aruba, siendo financiados por dictador dominicano Rafael Leónidas Trujillo. Castro León viajó a Europa para entrevistarse con Laureano Vallenilla-Lanz Planchart y Pedro Estrada, después se trasladó a Estados Unidos para entrevistarse con Marcos Pérez Jiménez.

### Invasión de 1960

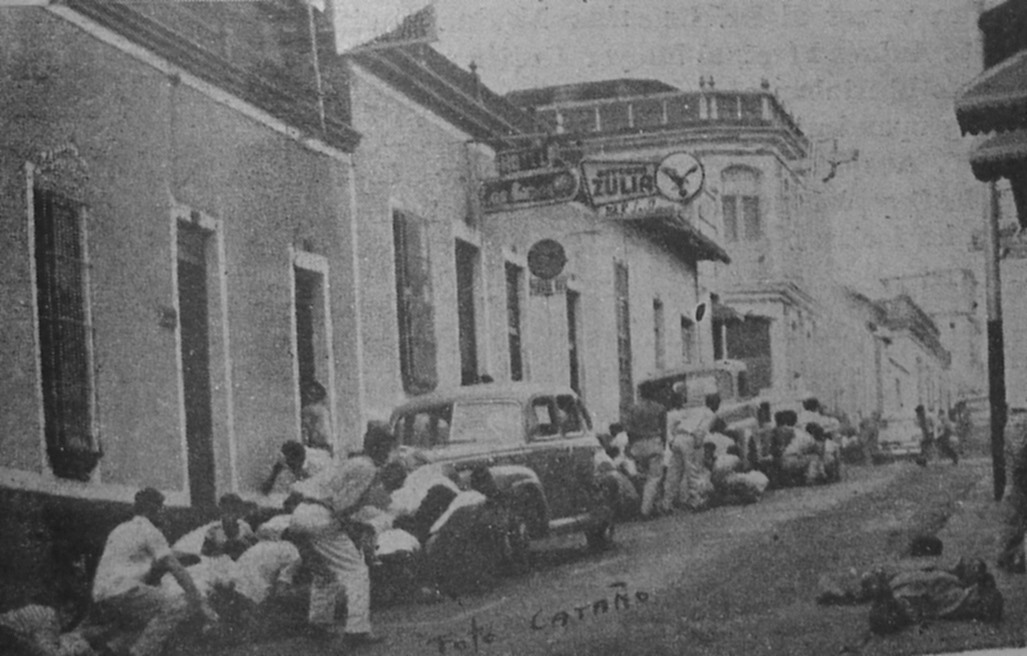
Alzamiento del General Castro León en San Cristóbal.

En abril de 1960 la prensa local alertaba sobre la presencia de Castro León en Cúcuta, Colombia. El 20 de abril comanda en horas de la madrugada una invasión desde Colombia por la frontera del estado Táchira, logrando tomar la ciudad de San Cristóbal para intentar iniciar un golpe de Estado al gobierno de Rómulo Betancourt desde el Táchira. Se asaltaron los cuarteles de la Dirección General de Policía esperando apoyos en la Guardia Nacional, la cual se niega a participar en el levantamiento.
El gobernador de Táchira Ceferino Medina Castillo logra escapar,  mientras las emisoras de radio son tomadas por los golpistas. Por otra parte, se inicia una huelga general a favor del gobierno de Rómulo Betancourt en contra del alzamiento. Los alzados fueron respaldados clandestinamente por el dictador de República Dominicana Rafael Leónidas Trujillo. Finalmente, luego de unas horas de enfrentamientos, el movimiento insurreccional fue derrotado y Castro León es detenido con varios de sus colaboradores, enjuiciado por rebelión militar y trasladado a la prisión del cuartel San Carlos de Caracas, donde murió el 12 de julio de 1965.